# Martín Fierro (película de 1968)
Martín Fierro es una película argentina de 1968, dirigida por Leopoldo Torre Nilsson, protagonizada por Alfredo Alcón y un elenco de actores destacados. Estrenada en Buenos Aires el 4 de julio de 1968, ganó el Cóndor de Plata como mejor película de 1969.

## Sinopsis
Un gaucho honrado y buen hombre pierde su familia y todo lo que tiene al ser alistado a la fuerza para luchar contra los indios. Al volver, y luego de buscar sin éxito a su mujer e hijos, la desesperación lo vuelve "gaucho malo", matando en un duelo a un gaucho negro. Perseguido por la policía se refugia entre los indios, con su compañero Cruz, quien abandona la policía para ponerse de su lado. Al volver busca a sus hijos.

## Premios
- Premios Cóndor de Plata (1969): mejor película.

## Reparto
Intervinieron en el filme los siguientes intérpretes:
- Alfredo Alcón (Martín Fierro)
- Lautaro Murúa (Cruz)
- Fernando Vegal (el Viejo Vizcacha)
- Graciela Borges (la cautiva)
- María Aurelia Bisutti (mujer de Fierro)
- Walter Vidarte (Picardía)
- Leonardo Favio (hijo mayor de Martín Fierro)
- Julia von Grolman (mujer de Cruz)
- Sergio Renán (teniente)
- Juan Carlos Lamas
- Oscar Orlegui (segundo hijo de Martín Fierro)
- Rafael Carret (Napolitano)
- Carlos Davis
- Juan Alighieri ...El gaucho Envamada
- Linda Peretz (cautiva)
- Juan Villarreal (Voz en off)
- Miguel Padilla
- Miguel Ángel Martínez
- Teresa Serrador (curandera)
- Flora Steinberg (Tía de Picardía)
- Hilda Suárez (Tía de Picardía)
- Walter Soubrié (Comandante)
- Nelly Tesolin (Pulpera)
- Mario Casado
- Antonio Barreto (Barullo)
- Hilmar Callejas (Juez)
- Héctor Carrión (Soldado)
- Carlos Davis
- Carlos Dorrego (Centinela)
- Chola Duby (Curandera)
- Antonio Gómez Anas (Pulpero)
- Korrado Kerstich (Inglés)
- Ignacio López (Guitarrista)
- Guerino Marchesi (Militar)
- Pedro Martínez	(Hombre hablador)
- Adolfo Marzoratti (Prisionero francés)
- Mario Mauret (Vecino de Fierro)
- Juan Merello (Amigo)
- Elida Obella (Morocha)
- Nina Pontier (Mulata)
- Fernando Rosas	(Carcelero)
- Jaime Walfish (Veterano)
- Enrique Zingoni (Sargento)